# Lixus juncii
Espèce
Le lixus de la betterave (Lixus juncii) est une espèce d'insectes coléoptères de la famille des Curculionidae originaire d'Europe.
Ce charançon est un ravageur des cultures de betterave. Les larves creusent des galeries dans le collet, la base des pétioles et les tiges des betteraves et des chénopodes.